# First Tennessee Park
First Tennessee Park es un estadio de béisbol situado en el centro de Nashville, Tennessee, Estados Unidos. En él juegan los Nashville Sounds, un club de béisbol que juega en Triple-A de la Pacific Coast League, el estadio reemplazó el Herschel Greer Stadium, donde el equipo jugó desde su fundación, en 1978, hasta 2014. El estadio se inauguró el 17 de abril de 2015 y tiene capacidad para hasta 10,000 personas. 
Fue construido en el sitio donde se ubicaba anteriormente el Sulphur Dell, un estadio de béisbol de las Ligas Menores de Béisbol. Está ubicado entre la tercera y la quinta avenida al este y al oeste (el plato principal, el montículo del lanzador y la segunda base están directamente en línea con la Cuarta Avenida hacia el norte y el sur del estadio), y entre Junior Gilliam Way y Harrison Street al norte y al sur. Desde el sur el estadio se puede ver el horizonte de Nashville.
El diseño del estadio incorpora la herencia musical y de béisbol de Nashville y en su interior y exterior se encuentran imágenes inspiradas en la música country, el Sulfur Dell y exjugadores y equipos de béisbol de Nashville. Su característica más distintiva es su marcador en forma de guitarra, un sucesor del marcador de guitarra original del Herschel Greer Stadium. 
Aunque principalmente es donde juegan los Nashville Sounds, también han jugador otros equipos de béisbol universitario y escuelas secundarias con sede en la zona, como los Commodores Vanderbilt y los Belmont Bruins. También se juegan en él los partidos de softbol, Celebrity de City of Hope. El estadio también alberga al Nashville Soccer Club, un equipo de Fútbol de la United Soccer League que comenzó a jugar en 2018.

## Historia

### Planificación
Ya en 2006, los Nashville Sounds había planeado dejar el Herschel Greer Stadium para mudarse a un nuevo estadio llamado First Tennessee Field, pero el proyecto fue abandonado después de que la ciudad, los desarrolladores y el equipo no pudieran llegar a un acuerdo sobre para financiar su construcción. En cambio, Greer fue reparado y actualizado para mantenerlo cerca de los estándares de la Triple A hasta que se construyera un nuevo estadio. A finales de 2013, fueron revividas las conversaciones sobre la construcción de un nuevo estadio de béisbol, más tarde llamado First Tennessee Park. La empresa de arquitectura Populous identificó tres posibles sitios donde construir el estadio: la orilla este del río Cumberland, el área de North Gulch y el área donde anteriormente se encontraba el Sulphur Dell. Se eligió Sulphur Dell, el sitio del estadio original de la ciudad desde 1870 hasta 1963.
El alcalde Karl Dean redactó los planes para financiar el estadio y adquirir la tierra necesaria del estado. El acuerdo implicó que el Gobierno Metropolitano de Nashville y el Condado de Davidson  recibieran la propiedad estatal del Sulphur Dell, entonces en uso como estacionamiento para empleados estatales, a cambio de pagarle al estado $18 millones por la construcción de un aparcamiento con capacidad de 1,000 estacionamientos y $5 millones para un aparcamiento subterráneo debajo de la biblioteca de archivos del estado.
El plan de financiamiento involucró financiamiento público y privado. En ese momento, la ciudad planeaba pagar $75 millones para la adquisición del terreno y la construcción del proyecto del estadio. Sin embargo, una auditoría de 2017,  después de contabilizar los costos adicionales asociados con el cronograma acelerado y el trabajo de infraestructura alrededor del sitio del proyecto reveló que en realidad habían pagado $91 millones . El estadio es propiedad de la ciudad y se alquiló al equipo durante 30 años, hasta 2045. El grupo propietario de Sounds gastó $50 millones en un desarrollo nuevo, de uso mixto y minorista junto a la instalación.  Al norte del estadio, con financiación privada Embrey Development construyó un complejo de apartamentos de lujo de 306 unidades llamado The Carillon. En 2020 está planificado completarse, más allá del muro del campo izquierdo, la construcción de un edificio de apartamentos multifamiliares con 285 unidades, que se conocerá como The Derby. El gasto del plan original de la ciudad de $75 millones resultó en asumir $ 4.3 millones en deuda anual, pagada por cinco flujos de ingresos de la ciudad: un pago anual de $700,000 por parte de los Sounds, $ 650,000 en ingresos por impuestos generados por estadios, $750,000 en impuestos a la propiedad del desarrollo de Sounds, $675,000 en impuestos a la propiedad del desarrollo de Embrey, y $520,000 en financiamiento de incremento de impuestos. Anualmente la ciudad paga $345,000 para el mantenimiento del estadio.
El banco con sede en Memphis First Tennessee compró los derechos de nombre del estadio durante diez años con una opción de diez años más, y lo acabó llamando First Tennessee Park. El primer nombre de Tennessee había sido adjuntado al intento anterior del equipo de construir un nuevo estadio una década antes.

### Construcción
El 10 de diciembre de 2013 el Consejo de Metro, la Comisión de Construcción del Estado y la Autoridad Deportiva de Nashville dieron las aprobaciones necesarias para el proyecto del estadio. La iniciación tuvo lugar el 27 de enero de 2014; a la ceremonia pública asistieron el alcalde Dean, el propietario de los Sounds, Frank Ward, el presidente de la Liga de Menor de Béisbol, Pat O'Conner, y el gerente general de los Cerveceros de Milwaukee, Doug Melvin. En ese momento, los Sounds eran el afiliado a la Triple A, en la que jugaban los Cerveceros.

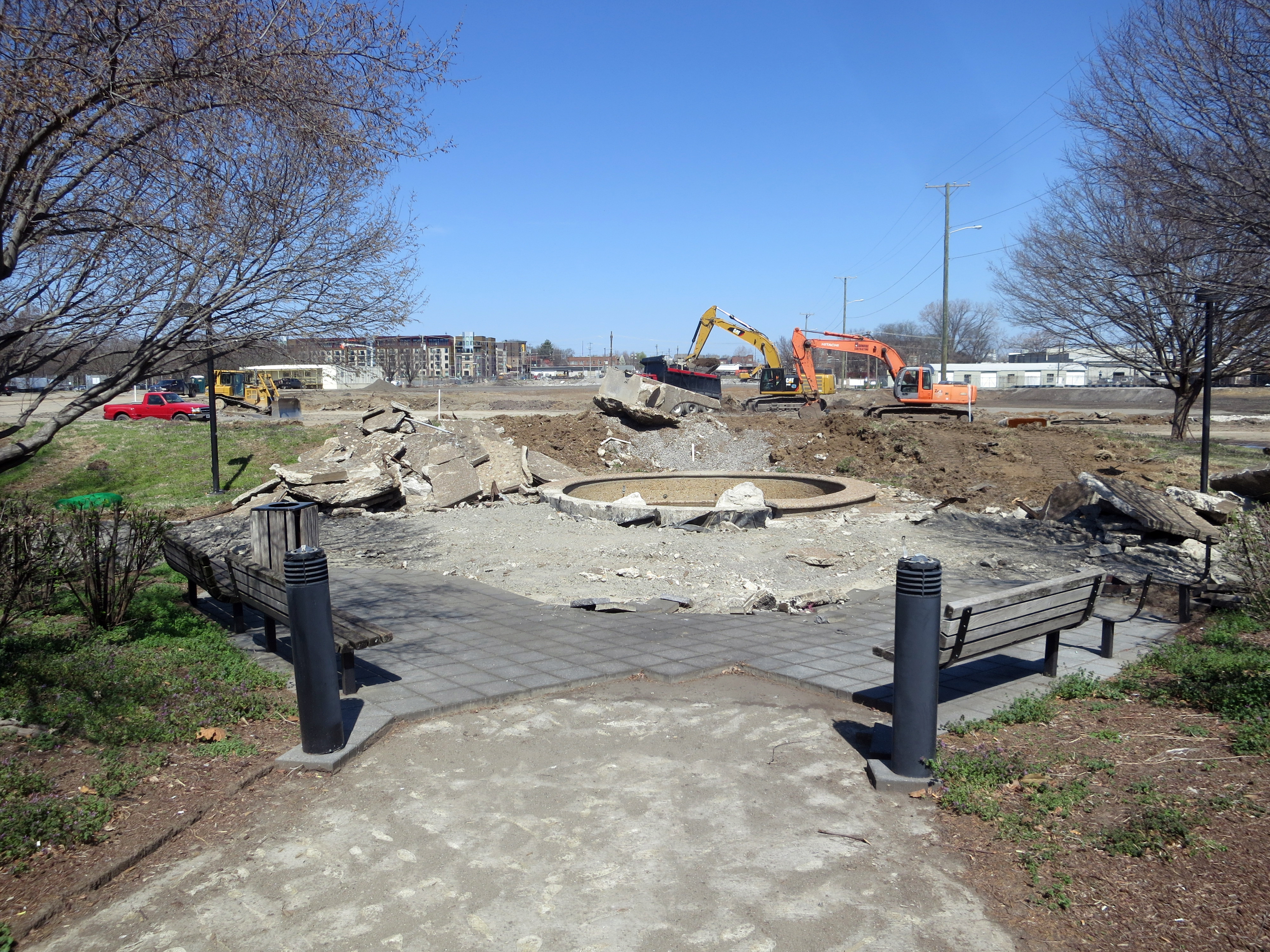
Primeras etapas de construcción

El equipo de construcción comenzó la excavación el 3 de marzo. Los trabajadores excavaron artefactos que datan alrededor del año 1150 después de Cristo. Los pozos de fuego y los pedazos rotos de utensilios de cerámica se encontraron en el suelo debajo de lo que sería el campo dejado. Los arqueólogos creen que el área era el sitio de un asentamiento nativo americano y que los artefactos eran los restos de un taller donde se hervía agua mineral de manantiales subterráneos que contienen azufre para recoger la sal. Los artefactos están en exhibición permanente en la exhibición del Período Mississippian del Museo Estatal de Tennessee. Una parte de la propiedad se usó como cementerio de la ciudad en el siglo XIX. Los enterrados fueron reubicados.
La construcción del bastidor de acero del estadio comenzó el 18 de agosto; se utilizaron 2.209 toneladas métricas de acero y 12.473 m³ de hormigón. Para el 3 de noviembre habían comenzado la instalación y prueba de los cuatro postes de luz independientes y dos arreglos de iluminación basados en la plataforma. La instalación de los 8.500 asientos comenzó el 20 de enero de 2015. El marcador en forma de guitarra comenzó a instalarse el 23 de febrero.  El 19 de marzo, el plato de home del Greer Stadium fue transferido al First Tennessee Park, y el mismo día las cuadrillas comenzaron a colocar el césped.
Durante la construcción, surgió la necesidad de nuevas líneas de suministro de agua y electricidad. Debido a que estos factores no se incluyeron en el costo original de $65 millones, otros $5 millones se asignaron de los fondos de capital existentes. Posteriormente, se necesitaron otros $5 millones para pagar la limpieza del suelo contaminado, el aumento de los precios del subcontratista, los costos laborales adicionales ocasionados por las demoras causadas por la nieve y el hielo, y mejoras que incluyen el marcador en forma de guitarra. El equipo de propiedad de Sounds contribuyó con $2 millones para el costo del marcador. Estos y otros gastos adicionales, como una vía verde de $9.5 millones, $5.6 millones para pavimentación de calles, aceras y trabajos eléctricos y $3.6 millones en prevención de inundaciones, elevaron el costo total de construcción del estadio a $56 millones y el costo total del proyecto a $91 millones.
First Tennessee Park recibió la certificación LEED silver del US Green Building Council en abril de 2015 por su nivel de sostenibilidad ambiental y por utilizar estrategias para el desarrollo responsable del sitio, ahorro de agua, eficiencia energética, selección de materiales y calidad ambiental interior. Algunas de las iniciativas ecológicas del estadio incluyen un techo verde de 260 m² en un edificio de concesiones a lo largo del jardín derecho, recolección de agua de lluvia y un jardín de lluvia. Una sección de vía verde más allá de la pared del campo conecta la vía verde del río Cumberland con el Bicentennial Mall Greenway. El equipo del proyecto también desvió o recicló el 90 por ciento de los desechos de la construcción de los vertederos, y casi un tercio de los materiales de construcción se obtuvieron a nivel regional.

### Liga menor de béisbol

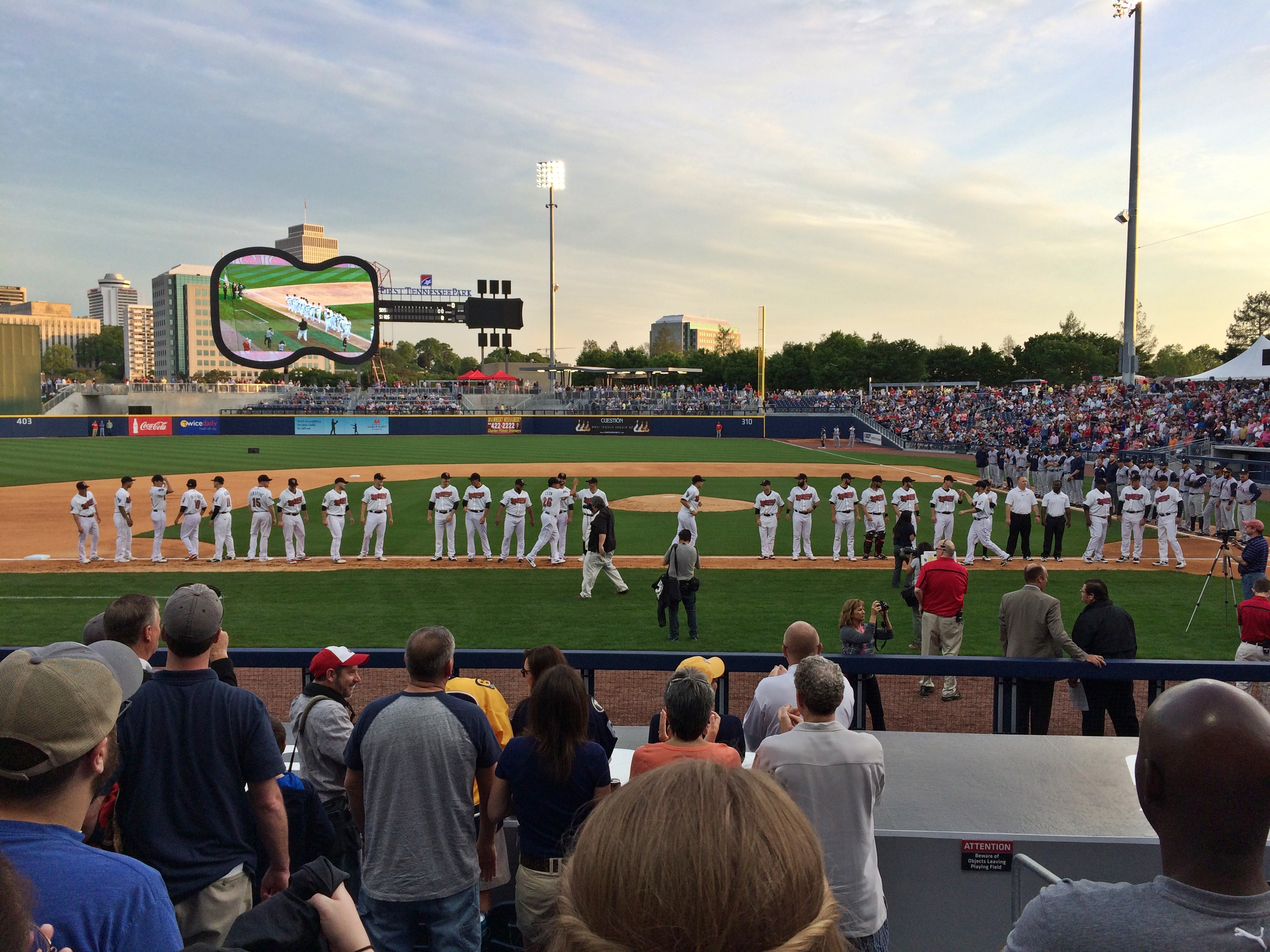
Jugadores de los Sounds haciendo cola para las presentaciones antes del partido inaugural del 17 de abril de 2015

En el partido inaugural del estadio el 17 de abril de 2015, los Sounds derrotaron a los Colorado Springs Sox, por 3-2 en 10 entradas, cortesía de un doble hit de Max Muncy que anotó Billy Burns desde la primera base. Arnold León, de Nashville, registró el primer punto en First Tennessee Park cuando Matt Springs, de los Colorado Springs, se punteó siendo el primer bate en la parte superior de la primera entrada. El primer golpe del parque fue un sencillo del jardín izquierdo que entró en la parte superior de la segunda entrada del bate de Matt Springs, de Colorado Springs, quien jugó para los Sounds en 2014. Clark también hizo la primera carrera impulsada del estadio, lanzando un sencillo al jardín central en la cuarta entrada que envió a Luis Sardiñas al otro lado del plato para la primera carrera del estadio. El primer jonrón en la historia del parque fue golpeado por Joey Wendle de Nashville cuatro juegos más tarde el 21 de abril contra los Oklahoma City Dodgers.
Las entradas para el primer partido de la casa, que salió a la venta el 23 de marzo, se agotaron en aproximadamente 15 minutos. Aunque las entradas de Berm y stand-room-only normalmente se venden solo el día de los partidos, el equipo comenzó a venderlas antes del primer partido debido a la gran demanda. La asistencia pagada para el primer juego fue una multitud de 10,459 espectadores. Antes del partido, el alcalde Dean lanzó el primer lanzamiento ceremonial. «The Star-Spangled Banner» fue interpretada por Charles Esten (una estrella de la serie de televisión Nashville), quien también cantó en la ceremonia de inauguración del parque ese mismo día. También estuvieron presentes los dueños del equipo Masahiro Honzawa y Frank Ward, el presidente de la Liga de la Costa del Pacífico Branch B. Rickey, el presidente de los Atléticos de Oakland Michael Crowley, el alcalde Dean y los miembros del Consejo del Metro que votaron para aprobar la financiación del estadio. 
En el receso de las estrellas a mediados de julio, la asistencia había alcanzado 332,604, la asistencia más alta que en toda la temporada 2014 en el estadio Greer, que había sumado 323,961 personas en 66 partidos. La asistencia a la temporada 2015 finalizó en 565,548, con una asistencia promedio de 7,965 por partido, en comparación con 4,909 por partido en la última temporada en Greer. Al final de la temporada de 71 partidos de 2015, 565,548 personas habían asistido a un partido en First Tennessee Park, un promedio de 7,965 por partido.
Para 2016, se agregaron más redes de seguridad detrás del plato de home que extendió la red de protección para cubrir el área de asientos detrás de ambos dugouts. Otras adiciones al estadio incluyeron seis ventiladores de techo de 4,26 metros de diámetro en el vestíbulo, nuevas fuentes de agua potable y estaciones de llenado de botellas de agua, la apertura de una entrada al campo central adyacente al nuevo estacionamiento más allá del jardín central derecho, y mejoras en la zona de diversión infantil en el lado de la primera base. El registro de asistencia al estadio se estableció el año siguiente, cuando el 3 de julio de 2017, 11.764 personas vieron jugar a los Sounds contra los Dodgers de Oklahoma City la noche de la celebración del Día de la Independencia.

### Fútbol
El Nashville S.C., que es un equipo de fútbol de la United Soccer League, tiene un contrato de un año para jugar su temporada inaugural (2018) en First Tennessee Park. El primer partido de fútbol jugado en el estadio fue en un partido de exhibición de pretemporada, jugado el 10 de febrero de 2018, contra el Atlanta United F.C. de la Major League Soccer. En el certamen empapado de lluvia, el Nashville fue derrotado por el Atlanta, 3-1, frente a una multitud de 9,059 personas. El primer gol del partido fue anotado por el delantero de Atlanta, Josef Martínez, a los 58 minutos. Ropapa Mensah, el jugador más joven en el equipo de Nashville, anotó el primer gol en la historia de la franquicia en el minuto 64. El primer partido del Nashville S.C., en casa, programado para el 24 de marzo, contra los Pittsburgh Riverhounds, se trasladó al Nissan Stadium para poder albergar mayor cantidad de fanáticos. El segundo partido como local, que todavía está programado para jugarse en First Tennessee Park, es el 7 de abril contra Charlotte Independence.

### Otros eventos
En 2015 el estadio comenzó a organizar partidos, anualmente, de softball de City of Hope Celebrity. Comenzó en 1990, el evento se juega durante el CMA Music Festival, celebrado en Nashville, y se celebró anteriormente en el Herschel Greer Stadium, desde 1991 hasta 2014. Dos equipos del país de las estrellas de la música que representan al Grand Ole Opry y al iHeartRadio compiten en un partido y todas las ganancias van a financiar a la investigación y el tratamiento del cáncer, la diabetes y otras enfermedades. Las anteriores ediciones han incluido a grandes cantantes como Carrie Underwood, Darius Rucker, Florida Georgia Line, Jason Aldean, Luke Bryan y Vince Gill. En el primer partido celebrado en el estadio se recaudaron más de $200,000 (equivalente a 162.340 euros).
El 29 de marzo de 2016, los Commodores de Vanderbilt y los Belmont Bruins se convirtieron en los primeros equipos universitarios en jugar en la instalación. Los Commodores derrotaron a los Bruins, por 8-2, frente a una multitud de 3.782 personas. Vanderbilt, Belmont y los Lipscomb Bisons han jugado partidos oficiales en el estadio. El estadio también fue sede de la primera temporada del torneo juvenil Reviviendo el béisbol en las ciudades interiores. Desde 2016, el curso del Maratón Rock 'n' Roll Nashville ha llevado a los corredores a completar una vuelta alrededor de la pista de atletismo del campo. El primer evento no deportivo celebrado en First Tennessee Park fue el Nashville Brew Festival, celebrado el 3 de octubre de 2015. El festival contó con más de 50 cervecerías que ofrecieron cerveza ilimitada a los que habían pagado la entrada. El 16 de julio de 2016, el estadio organizó el primer «Big Guitar Brewfest», nombre que hace referencia al gran marcador en forma de guitarra del estadio, con más de cincuenta cervecerías locales y artesanales, cuatro carpas de muestreo de licores, comida de The Band Box y puestos de concesión. Se planea que este evento se produzca anualmente.
El primer concierto celebrado en el estadio fue el 29 de septiembre de 2017, por Kings of Leon, una banda de rock estadounidense con sede en Nashville.

## Instalaciones

### Diseño

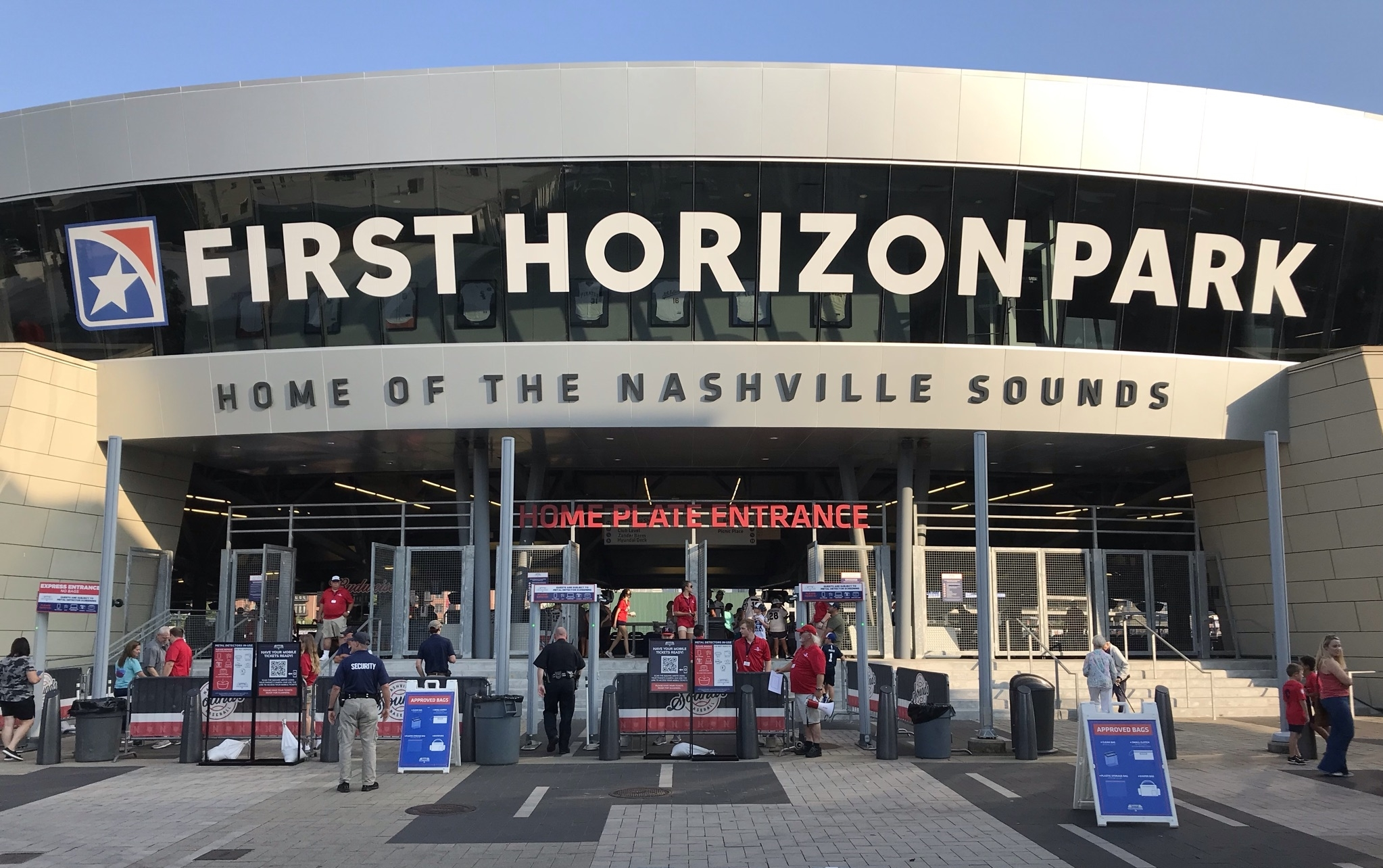
Entrada y fachada del edificio

Después de que el Sulphur Dell fuera desmantelado el 16 de abril de 1969, el campo se llenó de rocas, tierra y restos del demolido Andrew Jackson Hotel. Luego se convirtió en una serie de estacionamientos en propiedad del estado para el cercano Capitolio del Estado de Tennessee. Mientras que Sulphur Dell estaba enclavado en un área que albergaba el basurero de la ciudad, los corrales, el edificio Atlantic Ice House y otros almacenes, el First Tennessee Park ahora está rodeado de nuevos apartamentos, rampas de estacionamiento y restaurantes. La fachada que rodea la entrada de la placa base en el lado norte del estadio está construida con tablones, paneles de zinc y una serie de ventanas que se extienden a lo ancho de la entrada. Al sur del estadio, más allá de la pared del jardín, se encuentra un área que conecta con la vía verde del río Cumberland con el Bicentennial Mall Greenway.
La tribuna tiene una explanada de 7,3 a 11,0 metros de ancho que se extiende por el terreno de juego. El campo está empotrado a 5,2 metros por debajo del nivel de la calle para que se pueda ver desde las entradas y los asientos. La mayor parte de la acción en el campo se puede ver desde los televisores, que muestran las transmisiones en vivo del partido. La taza del asiento proporciona vistas del horizonte de Nashville hacia el sur.

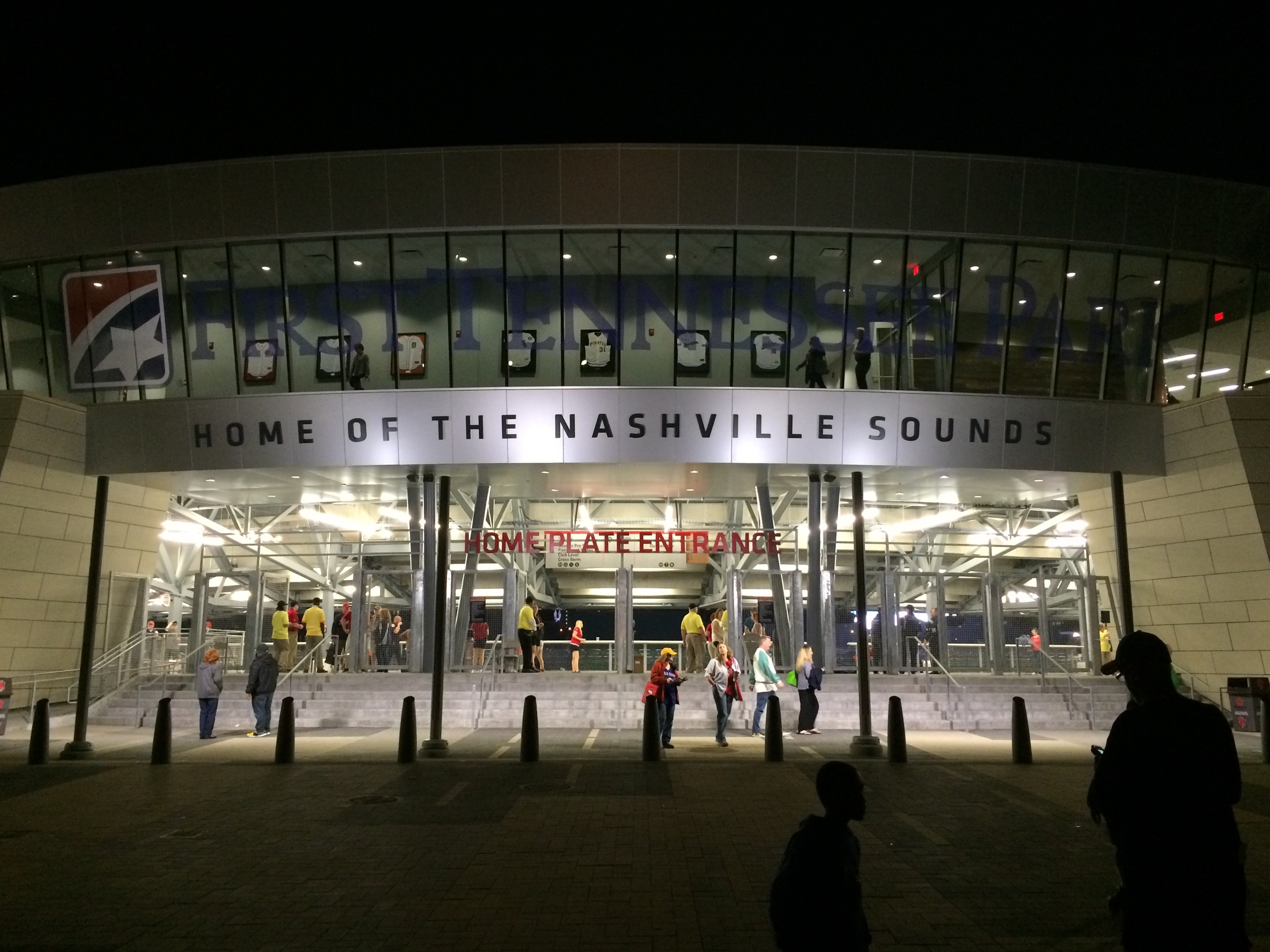
Entrada vista desde frente

Antes de su reurbanización, el área, incluido el estadio original Sulfur Dell, era propenso a las inundaciones periódicas del cercano río Cumberland y se inundó durante las inundaciones de 2010, en Tennessee. Para evitar daños por agua, la tribuna tiene una cubierta de piso de acrílico y las suites de nivel de campo están equipadas con tablas de piso desmontables, mesas de servicio de alimentos montadas sobre ruedas, salidas de pisos elevados e interruptores eléctricos.
El diseño del estadio está inspirado en el legado de Nashville, ya que los elementos de diseño en todo el parque incorporan imágenes musicales y de béisbol para conectar el estadio con el pasado de la ciudad. Los letreros direccionales van acompañados de información sobre exjugadores del Nashville, como Al Maul, Tom Rogers y Turkey Stearnes. Las suites del estadio incluyen muestras sobre Sulphur Dell, Nashville Vols, un equipo de ligas menores que jugó allí desde 1901 hasta 1961, y en 1963, y otros equipos anteriores de Nashville. La parte posterior de los rebordes de metal verde de la pared del fondo tiene un cartel de hojalata que marca la ubicación anterior de la marquesina de Sulphur Dell que declara: «Sitio de Sulphur Dell, el parque más histórico de béisbol, 1870-1963». Una serie de nueve paneles verticales en el campo derecho de Greenway proporciona información sobre la historia del béisbol en Nashville desde la década de 1860 hasta 1963. Otros cinco paneles más allá del campo izquierdo detallan hechos sobre la prehistoria del sitio. Los puntales ligeros en la tribuna y en el jardín se asemejan a las luces instaladas en Sulphur Dell. Detalles que incluyen signos de guitarra en forma de gancho y el uso de plata roja, negra y platino identifican el estadio de béisbol con la herencia musical de Nashville y reflejan la identidad visual de los Nashville Sounds.

Diagrama del campo

### Campo de juego y dimensiones

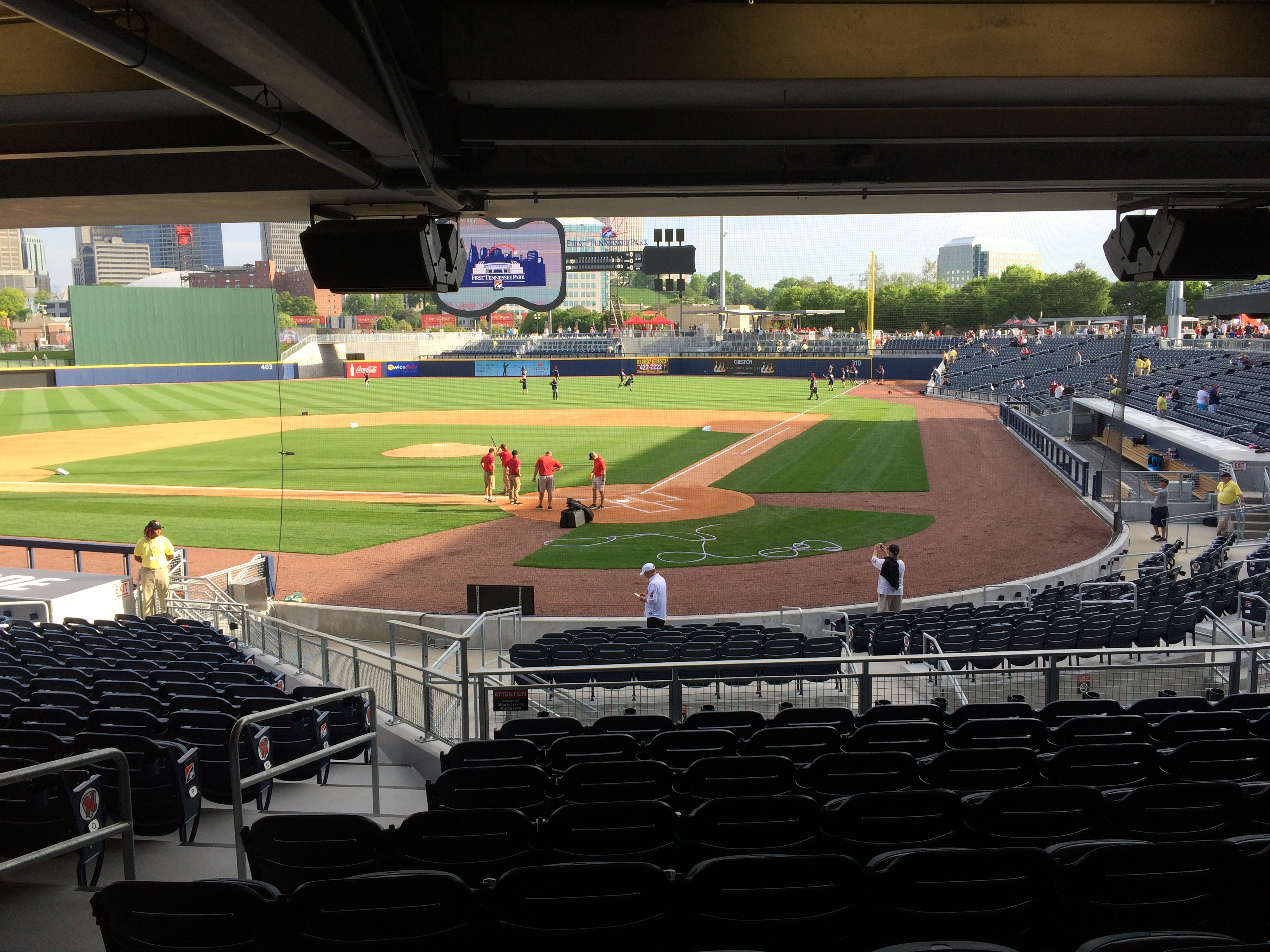
Vista del campo desde la explanada

La superficie de juego en First Tennessee Park está cubierta con 9,300 m² de césped Bermuda Tifway 419 que creció en una granja en San Antonio en Texas y luego se sembró con 450 kg de hierba de centeno perenne.  Se trajeron más de 1200 m² de tierra de arcilla roja del interior de Laceys Spring en Alabama. La pista de advertencia que rodea el campo está hecha de 2,000 m² de pizarra roja triturada sobre 4,500 toneladas de arena y 1,200 m³ de grava. El campo está equipado con un sistema de drenaje capaz de drenar 25 cm de agua por hora.
La distancia desde el plato de home hasta la pared del outfield va desde 100 metros hasta el campo izquierdo, 123 metros en el campo central y 94 m en el campo derecho. El respaldo está aproximadamente 15 m por detrás del plato de home. El campo está a 5,2 metros por debajo del nivel de la calle.
Los dugouts, que miden 27 x 4,9 metros son lo suficientemente grandes como para acomodar el personal de cada equipo sin la necesidad de que los lanzadores de relevo se sienten en los bullpens.  El dugout de los Sounds está ubicado en el lado de la tercera base; el equipo visitante está ubicado en el lado de la primera base. Los bullpens se encuentran en territorio Foul a lo largo de las líneas del campo izquierdo y derecho cerca de la esquina de la pared del campo. La sede del club tiene taquillas de madera, dos sofás, tres mesas de cartas y una mesa central. Hay una cocina adjunta con dos refrigeradores y espacio para comidas frías y calientes. Otras comodidades para los jugadores incluyen jaulas de bateo, una sala de entrenamiento totalmente equipada y una sala familiar para los socios de los jugadores y los niños. En 2016 el vestuario de los árbitros recibió el nombre del antiguo árbitro de Grandes Ligas de Béisbol y nativo de Nashville, Chuck Meriwether.
El estadio ganó el premio de Campo Deportivo Profesional del año de la asociación Tennessee Turfgrass 2016, reconociéndose como el mejor campo deportivo profesional del estado con una superficie de juego de césped natural.
Cuando se configura para fútbol un lado del campo corre a lo largo de la primera línea de base con la otra línea lateral corriendo por el campo central izquierdo. La portería se ubica frente al dugout de la tercera base y la otro está cerca del muro del campo central derecho. El montículo del lanzador se retira y la suciedad del interior y partes de la pista de advertencia se cubren. El campo mide 105 m × 66 m.

### Marcador

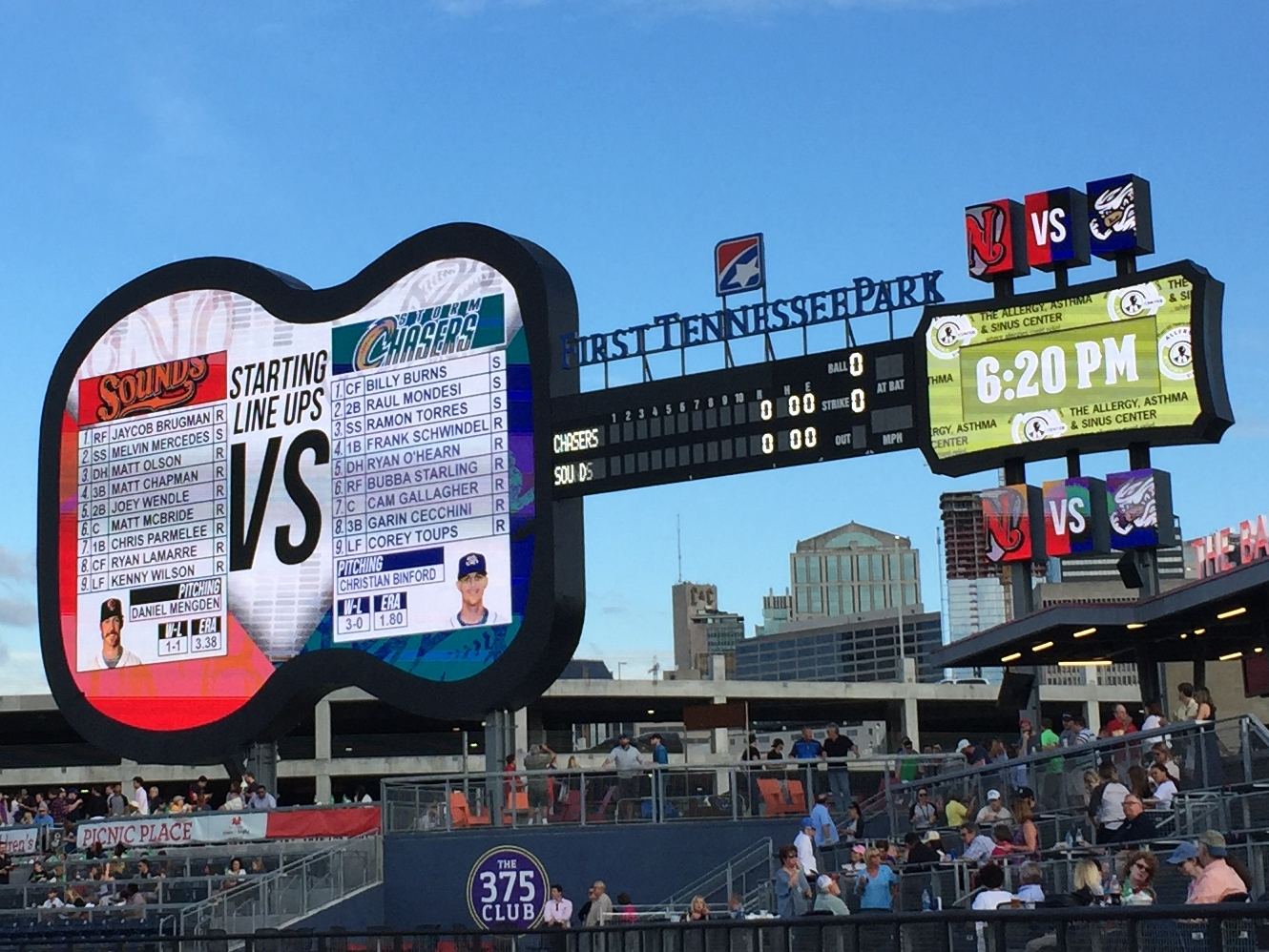
El marcador en forma de guitarra que muestra la alineación inicial de un partido

Una de las características más distintivas del Estadio Greer fue su marcador en forma de guitarra. Después de que el club se trasladara al First Tennessee Park el equipo anunció que no trasladaría el marcador original del Greer, que estaba tecnológicamente desactualizado y era difícil de mantener, al nuevo estadio. Si bien los planes para el marcador del First Tennessee Park no se revelaron inicialmente, tras un apoyo abrumador de la comunidad por parte de la guitarra del Greer el equipo anunció planes para un marcador de guitarra más grande y moderno para el nuevo estadio. El nuevo marcador de guitarra, pagado en su totalidad por los Sounds, fue diseñado por TS Sports con ayuda de Panasonic y se instaló más allá del muro del centro derecho del campo.
El marcador tiene una pantalla led de alta definición de 390m², se encuentra en el medio del vestíbulo. Excluyendo el cuello y los bordes del cuerpo y el clavijero la superficie de la guitarra se compone de pantallas led. En general, la guitarra mide 43 x 17 metros, su pantalla es de 15,36 x 20,16 metros, la pantalla del cabezal mide 3,8 x 7,7 metros, y las seis clavijas de afinación son de 1,9 x 1,3 metros cada una. Mientras que el marcador del Greer era capaz de mostrar solo información básica del partido como la puntuación de línea, el conteo y las estadísticas de los jugadores, la nueva versión puede mostrar gráficos y animaciones coloridas, retransmitir el partido en vivo, repeticiones instantáneas, orden de bateo, posiciones de campo, estadísticas ampliadas y fotografías.
Además del marcador principal, el estadio cuenta con otras tres pantallas led. Una pantalla ubicada en el muro del campo central izquierdo, que se usa para mostrar las presentaciones de los jugadores, las estadísticas de lanzamiento del juego, los bateadores y anuncios publicitarios. Las placas de cinta led se instalan en los revestimientos de cada lado de la plataforma superior; estos se utilizan para mostrar la entrada, puntuación, conteo, presentaciones de jugadores y anuncios. En la pared del campo central y en cada lado del tope están ubicados los tres niveles del reloj del estadio que son parte de iniciativas de ritmo de juego del béisbol profesional implementadas en 2015 en los partidos de béisbol de la Triple-A y la Double-A.

### Asientos

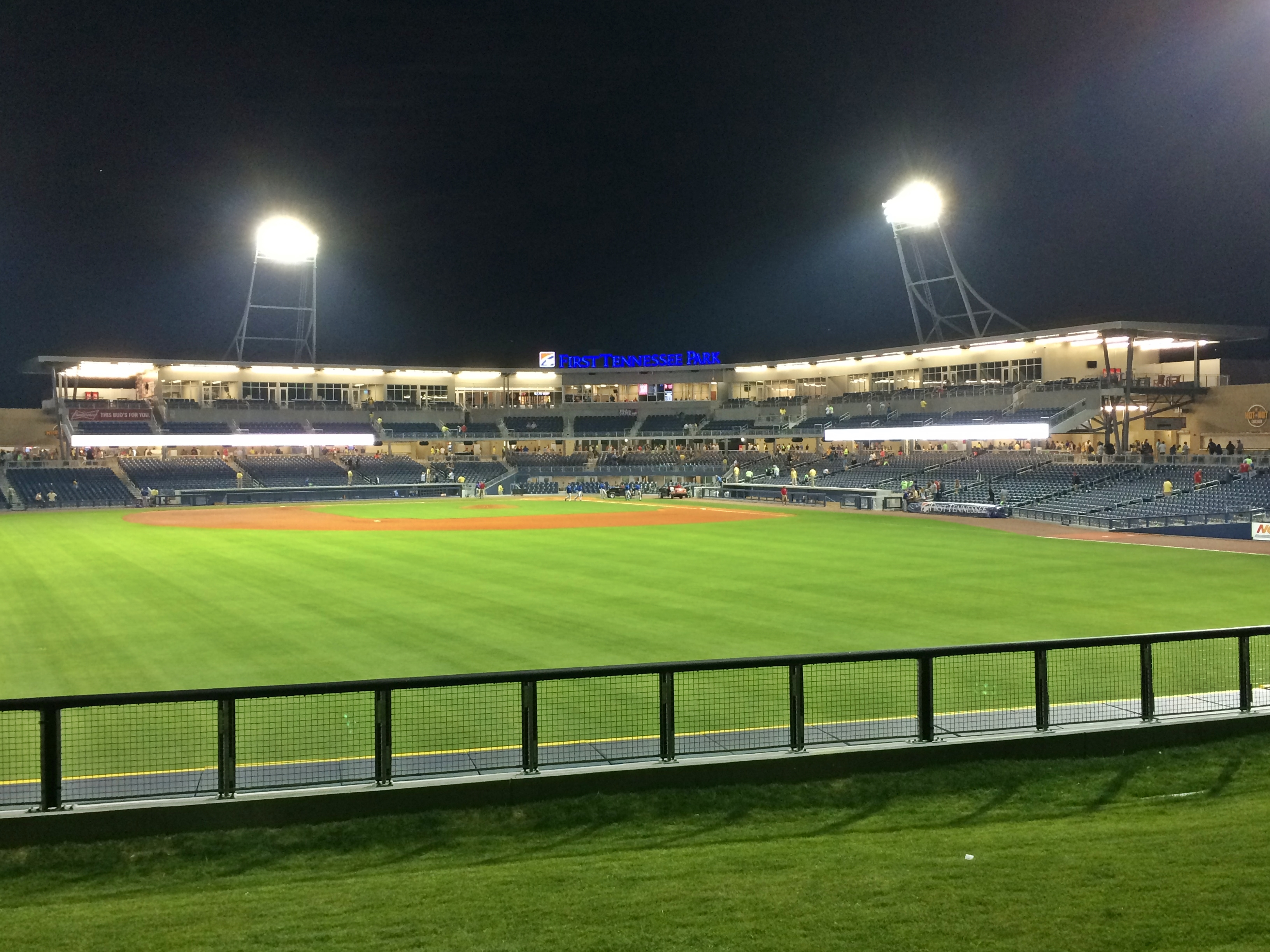
Vista del estadio desde la berma

El bowl de asientos inferior se divide en 24 secciones y se envuelve alrededor del campo de juego. El segundo nivel tiene 16 secciones de asientos que comienzan detrás de la tercera base y se envuelven alrededor de la primera base. Las últimas nueve filas, desde la fila M, en el primer nivel entre los dugouts están protegidas por la cubierta superior. Los asientos en ambos niveles son sillas tradicionales de plástico. Los asientos de bajo nivel de detrás del home plate, los asientos de detrás y entre los dugouts a través de la fila P, y todos los asientos de segundo nivel tienen cojines acolchados. Los asientos de las tres secciones centrales de la plataforma superior que se encuentran detrás del home plate y todas las suites de segundo nivel también tienen respaldo acolchado. Más allá de la pared del campo del centro izquierdo se encuentra una berma de hierba con capacidad para 1.500 espectadores.
Detrás del plato de home se encuentran cuatro suites al nivel de campo en las que cada una tiene 33 asientos exteriores y espacio interior adicional para acomodar hasta 50 personas. El segundo nivel tiene 18 suites, cada una acomoda hasta 24 personas, con 4 asientos interiores de bebidas y 13 asientos al aire libre en el frente. En el segundo nivel se encuentran dos cubiertas para fiestas, una en cada extremo, ambas con capacidad para hasta 75 personas cada una. Entre el final de los asientos inferiores del campo izquierdo y la berma hay un área que puede acomodar hasta 600 personas. Esta área consiste en un área cubierta de pícnic, mesas de pícnic redondas, sillas reubicables y los asientos del estadio desde la sección 101 hasta la 104. En el callejón frente a The Band Box se encuentra una pequeña área para fiestas privadas que puede acomodar hasta 35 personas. Junto a esto y directamente en frente del marcador hay un área de pícnic grupal para 200 personas con asientos con posa bebidas.

### Concesiones

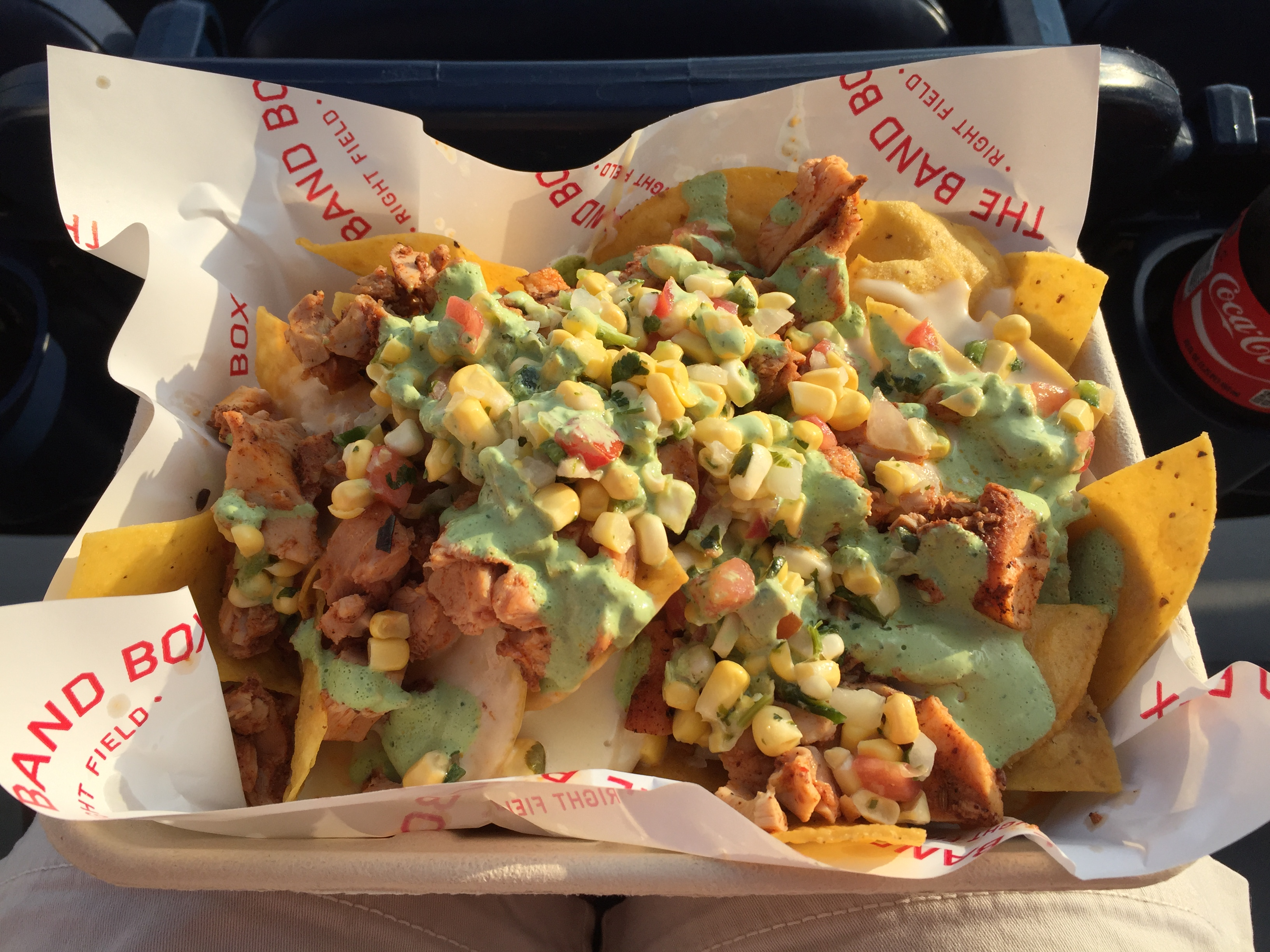
Nachos de pollo ahumado de The Band Box

Cuatro puestos permanentes de concesión y varios carros portátiles ubicados en el vestíbulo ofrecen comidas tradicionales como perros calientes, perritos de maíz, pizza, pretzels suaves, helado y palomitas de maíz. Cada puesto también sirve alimentos únicos y comunes en Nashville, incluyendo el pollo caliente de Nashville, sándwiches de barbacoa y sándwiches de chow chow de Tennessee. El segundo nivel del estadio tiene un bar, un salón y un área de concesiones con vistas al campo; sólo es accesible para aquellos con entradas suite, party-deck o upper-deck.

#### Band Box

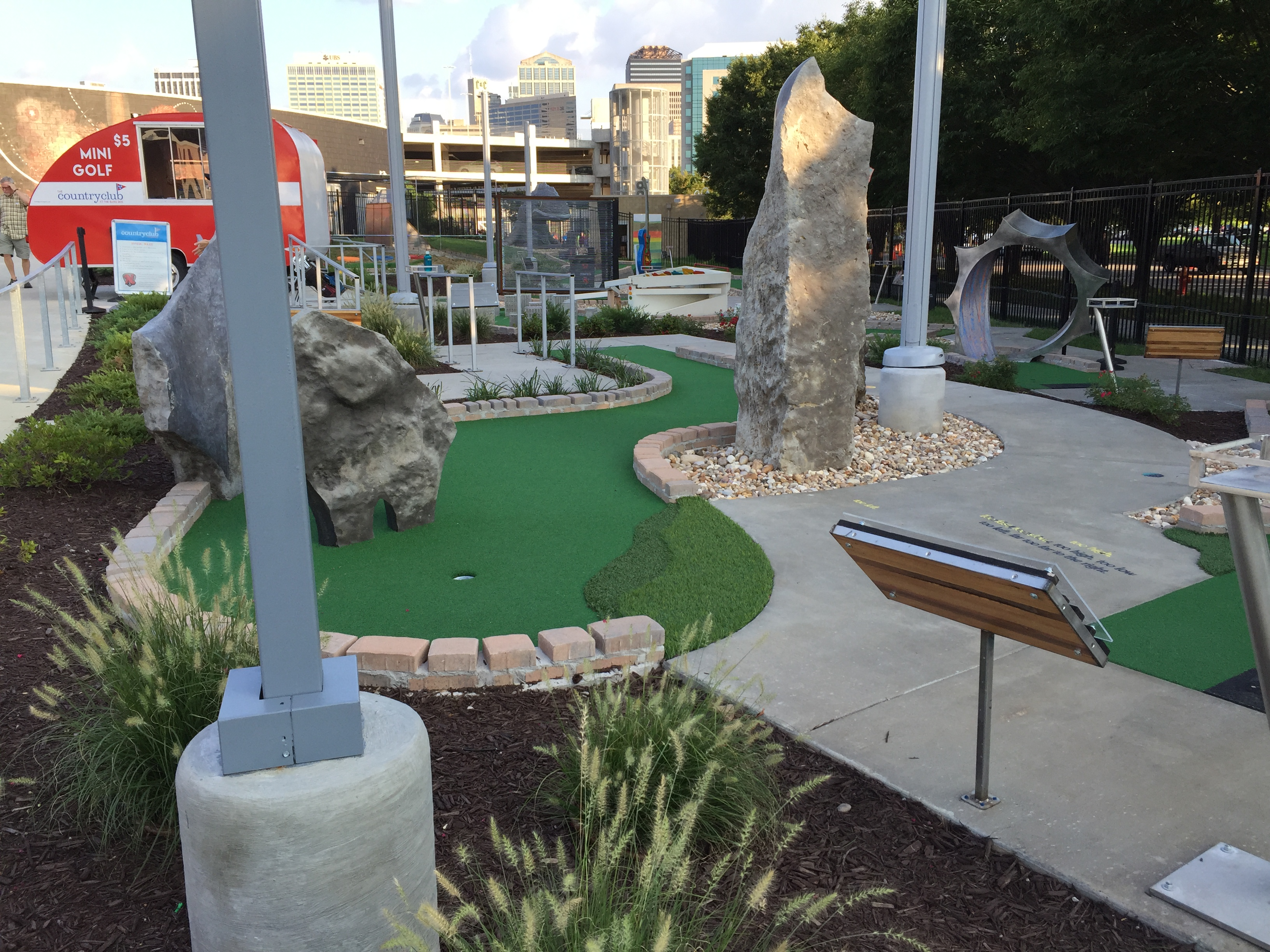
The Country Club en The Band Box

The Band Box es otra área especial de concesiones, un restaurante y bar situado al aire libre y que ocupa 370 m², está ubicado en la explanada del lado derecho del campo. El restaurante sirve platos tradicionales como hamburguesas con queso, sándwiches de pollo, buñuelos de jalapeño, nachos de pollo ahumado, ensaladas picadas de quinoa y cerveza artesanal local. Su barra tiene una capacidad para 150 personas  y se encuentra en el vestíbulo del campo derecho. El bar tiene una sala de estar contigua con sofás, televisores, ping pong, cornhole, futbolín y tejo que están abierto a todos los asistentes al partido. El 28 de junio de 2016 se abrió detrás del Band Box, entre el bar y la Quinta Avenida Norte, un campo de golf en miniatura con 9 hoyos llamado The Country Club. Cada uno de los nueve hoyos exhibe arte de diferentes artistas locales o regionales. Está abierto a los asistentes al partido por un cargo adicional de $5.

### Aparcamiento

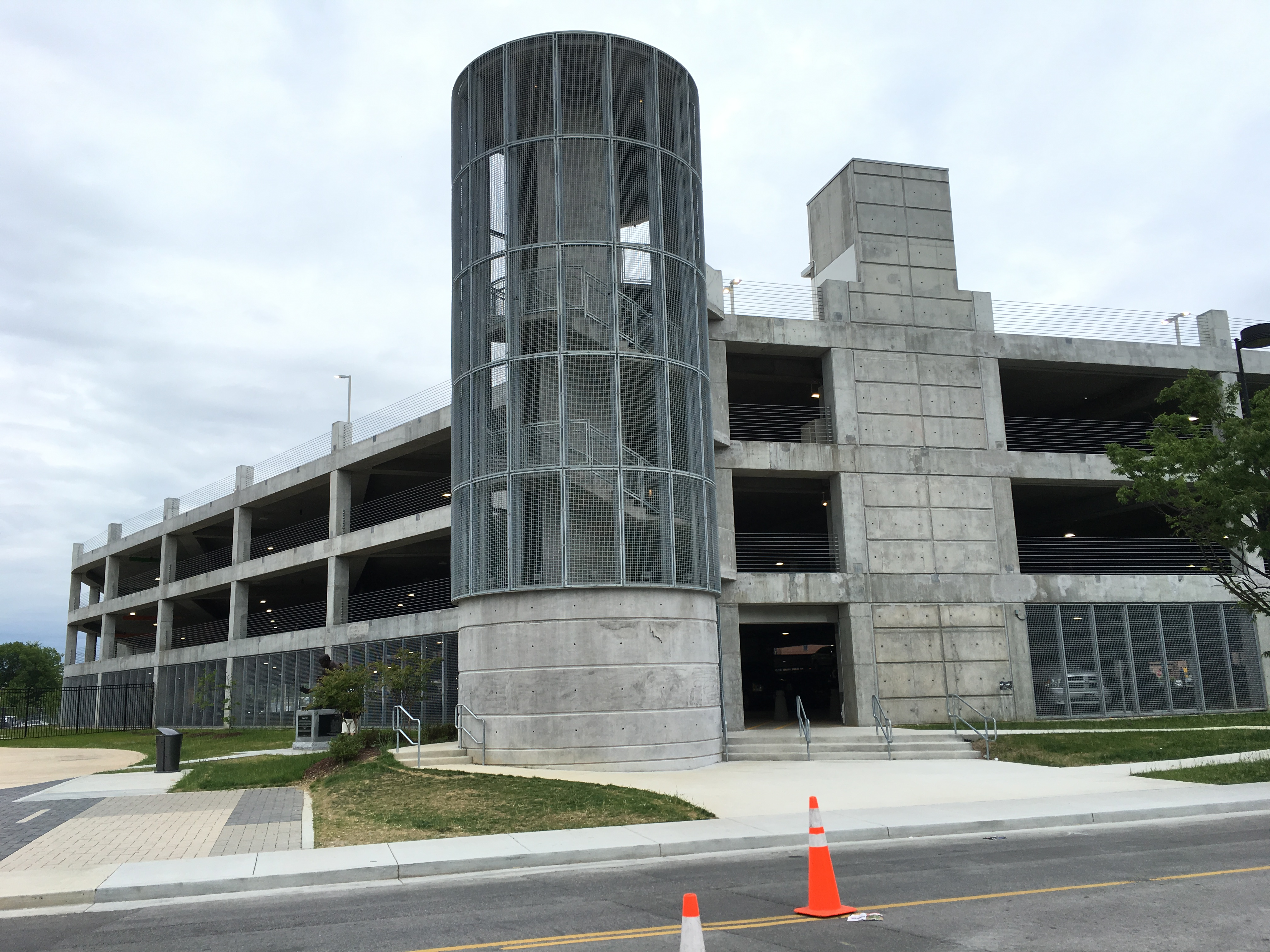
Vista del aparcamiento del estadio

Sobre el suelo hay un aparcamiento con capacidad para 1.000 coches, es propiedad del estado y está ubicado al sur de la entrada central del estadio en Harrison Street, entre la Cuarta y Quinta avenida. Como durante el día el garaje es utilizado por empleados estatales, los asistentes al partido solo pueden usarlo para los partidos nocturnos y de fin de semana. El Music City Circuit de la Autoridad de Tránsito de Metro tiene un servicio de autobús desde y hacia Fifth Avenue North y Harrison Street. El programa de bicicletas compartidas de la ciudad, Nashville BCycle, tiene una estación en First Tennessee Park.

## Registros de asistencia
El primer registro de asistencia de un partido en Tennessee Park se estableció el 3 de julio de 2017, en la noche de la celebración del Día de los Sounds, cuando el equipo se enfrentó a los Dodgers de Oklahoma City frente a una multitud de 11.764 personas. Siete de los diez mejores registros se produjeron en 2017. Se han jugado 55 partidos en el estadio. Los registros de asistencia hasta el final de la temporada 2017 son los siguientes:

### Asistencia de un solo partido
- En negrita el ganador de cada partido.

| Registros de asistencia de un solo partido | Registros de asistencia de un solo partido | Registros de asistencia de un solo partido | Registros de asistencia de un solo partido       | Registros de asistencia de un solo partido |
| N.º                                        | Asistencia                                 | Fecha                                      | Resultado                                        | Referencias                                |
| ------------------------------------------ | ------------------------------------------ | ------------------------------------------ | ------------------------------------------------ | ------------------------------------------ |
| 1                                          | 11,764                                     | 3 de julio de 2017                         | Oklahoma City Dodgers – 6, Nashville Sounds – 5  | [ 100 ] [ 101 ]                            |
| 2                                          | 11,759                                     | 3 de julio de 2016                         | Oklahoma City Dodgers – 4, Nashville Sounds – 1  | [ 102 ] [ 103 ]                            |
| 3                                          | 11,684                                     | 25 de junio de 2016                        | Omaha Storm Chasers – 4, Nashville Sounds – 2    | [ 104 ] [ 103 ]                            |
| 4                                          | 11,678                                     | 17 de junio de 2017                        | New Orleans Baby Cakes – 2, Nashville Sounds – 3 | [ 105 ] [ 106 ]                            |
| 5                                          | 11,596                                     | 7 de julio de 2017                         | Memphis Redbirds – 2, Nashville Sounds – 3       | [ 107 ] [ 108 ]                            |
| 6                                          | 11,552                                     | 16 de junio de 2017                        | Iowa Cubs – 1, Nashville Sounds – 7              | [ 109 ] [ 106 ]                            |
| 7                                          | 11,484                                     | 8 de julio de 2017                         | Memphis Redbirds – 3, Nashville Sounds – 2       | [ 110 ] [ 108 ]                            |
| 8                                          | 11,482                                     | 5 de junio de 2015                         | Salt Lake Bees – 0, Nashville Sounds – 1         | [ 111 ] [ 112 ]                            |
| 9                                          | 11,193                                     | 12 de agosto de 2017                       | Memphis Redbirds – 6, Nashville Sounds – 1       | [ 113 ] [ 114 ]                            |
| 10                                         | 11,144                                     | 26 de agosto de 2017                       | Round Rock Express – 7, Nashville Sounds – 6     | [ 115 ] [ 116 ]                            |

### Por temporada
| Registros de asistencia por temporada | Registros de asistencia por temporada | Registros de asistencia por temporada | Registros de asistencia por temporada | Registros de asistencia por temporada | Registros de asistencia por temporada | Registros de asistencia por temporada | Registros de asistencia por temporada | Registros de asistencia por temporada |
| Ranking                               | Año                                   | Asistencia total                      | Asistencia total                      | Aberturas                             | Aberturas                             | Promedio de asistencia                | Promedio de asistencia                | Referencias                           |
| Ranking                               | Año                                   | Total                                 | Ranking de PCL                        | Aberturas                             | Ranking de PCL                        | Promedio                              | Ranking de PCL                        | Referencias                           |
| ------------------------------------- | ------------------------------------- | ------------------------------------- | ------------------------------------- | ------------------------------------- | ------------------------------------- | ------------------------------------- | ------------------------------------- | ------------------------------------- |
| 1                                     | 2017                                  | 593,679                               | 2.º                                   | 67                                    | 13.º                                  | 8,861                                 | 1.º                                   | [ 117 ]                               |
| 2                                     | 2015                                  | 565,548                               | 4.º                                   | 71                                    | 2.º                                   | 7,965                                 | 5.º                                   | [ 118 ]                               |
| 3                                     | 2016                                  | 504,060                               | 6.º                                   | 71                                    | 2.º                                   | 7,099                                 | 7.º                                   | [ 119 ]                               |

## Cultura popular
First Tennessee Park ha aparecido en dos videos musicales. En  "Middle of a Memory" de Cole Swindell (2016) que incluye tomas de Swindell entre el público viendo un partido de los Nashville Sounds, así como imágenes del partido y una aparición de la mascota del equipo, Booster. Y en el video musical de Barry Zito, ex lanzador de los Sounds, llamado "That Sound" (2017), que trata sobre los partidos de los Sounds, está compuesto casi en su totalidad de imágenes de los partidos, jugadores y fanáticos de Nashville tomadas en el estadio durante la temporada 2016.
En 2016 Trisha Yearwood filmó escenas en el estadio para el episodio "Tailgaiting" de Trisha's Southern Kitchen de Food Network. El 25 de julio de 2017 se filmó en el estadio un episodio de CMT Hot 20 Countdown e incluyó actuaciones de los músicos country Michael Ray y Chris Lane antes del partido de ese día.